# Noyant-la-Plaine
Noyant-la-Plaine è un comune francese soppresso e frazione del dipartimento del Maine e Loira nella regione dei Paesi della Loira. Dal 1º gennaio 2016 si è fuso con i comuni di Louerre e Ambillou-Château per formare il nuovo comune di Tuffalun.

## Società

### Evoluzione demografica
Abitanti censiti